# Патриотическая партия (Гватемала)
Патриотическая партия (исп. Partido Patriota) — правая политическая партия в Гватемале.
Основана 24 февраля 2001 года отставным генералом Отто Пересом Молиной. На выборах 2003 года входила в состав Великого национального альянса (GANA), который победил на парламентских выборах и чей кандидат Оскар Бергер стал президентом. Вскоре после выборов, однако, Патриотическая партия вышла из альянса. 
В 2007 году партия получила 503 442 (15,91 %) голосов и 30 мест в Конгрессе и стала главной оппозиционной партией. Отто Перес выставил свою кандидатуру в президенты и занял второе место, набрав 771 175 (23,51 %) голосов в первом туре и 1 294 645 (47,18%) — во втором. 
11 сентября 2011 года партия получила 1 170 826 (26,62 %) голосов и 56 мест на выборах в Конгресс, а Отто Перес прошёл во второй тур выборов, получив 1 610 690 (36,02%) голосов. Второй тур выборов состоялся 6 ноября, в нём Перес Молина победил, набрав 53,74 %, и 14 января 2012 года официально вступил в должность. Пост вице-президента заняла избиравшаяся в паре с Молиной Роксана Бальдетти. Роксана Бальдетти в мае 2015 года ушла в отставку и в конце августа 2015 года была арестована по обвинению в коррупции. В сентябре 2015 ушёл в отставку и был арестован по обвинению в коррупции Перес Молина.